# Antônio Neves da Rocha
Antônio Neves da Rocha (1861 – 7 de abril de 1927) foi um médico brasileiro.
Doutorado em medicina pela Faculdade de Medicina do Rio de Janeiro em 1883, defendendo a tese “Do glaucoma primitivo”. Foi eleito membro da Academia Nacional de Medicina em 1901, ocupando a Cadeira 73, que tem Hilário de Gouveia como patrono.